# Granja de troles
Una granja de troles o fábrica de troles hace referencia a un grupo organizado de troles de Internet que buscan interferir de manera anónima en la opinión pública, o un sector de ella, principalmente política, y la toma de decisiones, de la sociedad, a través de la creación y difusión automatizada de noticias falsas (fake news). Sus actividades no solo se remiten a la creación y difusión de noticias falsas, también incluyen el troleo agresivo de periodistas, la creación de bots informáticos o el pago de comentaristas en las redes sociales, chats y foros. Su objetivo es generar hostilidades y polémica, sin ánimo constructivo, y, en campañas electorales, buscan crear una falsa percepción de enfrentamiento y desprestigiar a los rivales políticos.
Las fábricas de troles pueden ser el resultado de iniciativas privadas o ser creadas y coordinadas por un gobierno, un partido político o cualquier otro grupo de presión.
Un estudio titulado Freedom on the Net 2017: Manipulating Social Media to Undermine Democracy (en castellano Libertad en la Red 2017: la manipulación de los medios sociales para socavar la democracia) de la organización Freedom House mostró que 30 gobiernos en todo el mundo (de los 65 cubiertos por el estudio) intentaron controlar las discusiones en línea y que existen «fuertes indicios de que se paga a personas para distorsionar el panorama de la información digital a favor del gobierno, sin evidenciarse este patrocinio». Según el informe, estos gobiernos utilizan comentaristas pagados, troles y bots para acosar a los periodistas y erosionar la confianza en los medios. Se hicieron intentos de influir en las elecciones en 18 de los países cubiertos por el estudio.

## Etimología
En inglés, el uso de la expresión troll farm ('granja de troles') o troll army ('ejército de troles') se extendió a partir de la investigación titulada The Agency, publicada en 2015 por el New York Times, sobre una fábrica de troles —llamada oficialmente Agencia de Investigación de Internet— en San Petersburgo responsable de publicar mensajes pro-Vladímir Putin, antiucranianos y antiestadounidenses. La locución fue ganando popularidad con las investigaciones sobre la interferencia rusa en las Elecciones presidenciales de Estados Unidos de 2016 y, en particular, la investigación de la revista estadounidense The New Yorker, que utilizó tanto la expresión troll farm como Russian hacks (activistas o hackers informáticos rusos). La ONG estadounidense Freedom House habló de keyboard armies ('ejércitos con teclados'). El sitio de noticias estadounidense Bloomberg habla de «troleo patrocinado por el estado».
En castellano, el uso de la expresión «fábrica de troles» fue utilizada en agosto de 2015 en un artículo de Euronews sobre la activista y periodista Lyudmila Savchuk que puso al descubierto la fábrica de troles de San Petersburgo.

## En el mundo

### Argentina
En octubre de 2019, un «centro de trols» generó mensajes incoherentes en Twitter a través de cuentas falsas relacionados con la campaña presidencial de Mauricio Macri y puso en evidencia el uso de esta estrategia para intervenir en las discusiones públicas en redes sociales. Se ha usado el término «Secretaría de Troles» para denominar a la supuesta unidad encargada de divulgar noticias falsas del gobierno de Macri.
En abril de 2020 el Poder Judicial inició una investigación para comprobar la existencia de granjas de troles con el objetivo de crear confusión y miedo relacionado al desabastecimiento de algunos productos.

### Brasil
Se ha sospechado ampliamente que el presidente de Brasil, Jair Bolsonaro, y su familia crearon granjas de troles para promover el apoyo a las políticas de su gobierno y para atacar y hostigar a sus rivales a través de Internet. Estas cuentas falsas y bots posiblemente estén controlados por una oficina dentro de uno de los edificios del gobierno de Bolsonaro dirigida por el hijo de Jair, Carlos, conocida como «oficina del odio», que se sospecha que creó más de mil cuentas falsas para apoyar al gobierno de Bolsonaro.
Las cuentas trol también se han relacionado con información errónea relacionada con la pandemia de COVID-19 en Brasil, ya que el gobierno de Bolsonaro es conocido por haber adoptado una postura negacionista y débil con respecto a la pandemia.

### Estados Unidos
Durante las elecciones presidenciales de Estados Unidos de 2020 y la pandemia de COVID-19, la organización militante conservadora Turning Point USA y su afiliada Turning Point Action fueron descritas como granjas de troles por pagar a jóvenes conservadores en Phoenix, Arizona —algunos de ellos menores con el apoyo de sus padres— para publicar información errónea sobre el integridad del proceso electoral y la amenaza del COVID-19. El pago incluyó bonificaciones por publicaciones que obtuviesen mayores respuestas. Usaron sus propias cuentas de redes sociales o cuentas falsas sin revelar su relación con Turning Point y Turning Point les indicó que modificaran ligeramente y volvieran a publicar los mensajes modificados una cantidad limitada de veces para evitar la detección automática.

### Finlandia
La periodista de investigación finlandesa Jessikka Aro entrevistó a los trabajadores de una fábrica de troles en San Petersburgo. Aro fue acosada en línea después de que publicó su historia. Un tribunal de Helsinki condenó a tres personas que habían acosado a Aro por difamación y negligencia. Aro ha declarado que los troles en línea pueden afectar negativamente la libertad de expresión y la democracia.

### Nicaragua
En noviembre de 2021, Meta informó que cerró cuentas, grupos y páginas de Facebook e Instagram vinculadas a una granja de troles operada por el Frente Sandinista de Liberación Nacional, el partido gobernante en Nicaragua.Meta mencionó que había eliminado 937 cuentas de Facebook, 140 páginas y 34 grupos, además de 363 cuentas de Instagram operadas por el gobierno de Daniel Ortega.